# BR-472
Pour les articles homonymes, voir Route 472.

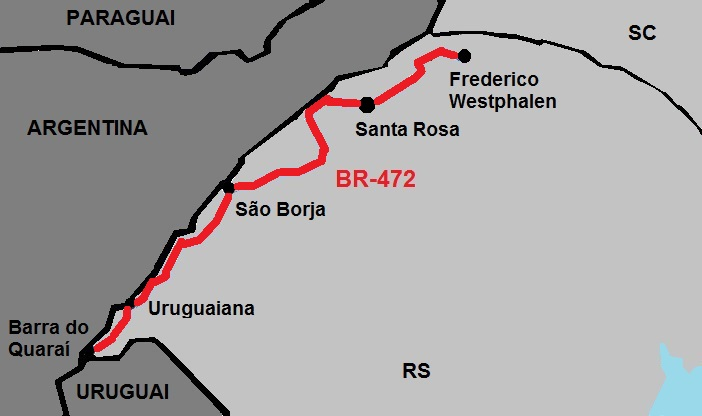
Tracé de la BR-472

La BR-472 est une route fédérale de liaison de l'État du Rio Grande do Sul qui commence sur le territoire de la municipalité de Taquaruçu do Sul, au nord-ouest de cet État et s'achève à Barra do Quaraí, au sud-ouest du même État, sur les rios Quaraí et Uruguay, à la frontière avec l'Uruguay et l'Argentine.
Elle comporte quelques tronçons encore non construits ou en cours de construction, notamment entre Porto Xavier et São Borja - environ 160 km.
Elle dessert, entre autres villes :
- Vista Alegre
- Palmitinho
- Tenente Portela
- Três Passos
- Humaitá
- Sede Nova
- Boa Vista do Buricá
- São José Inhacorá
- Três de Maio
- Santa Rosa
- Santo Cristo
- Porto Lucena
- Porto Xavier
- São Nicolau
- São Borja
- Itaqui
- Uruguaiana

Elle fait 649,5 km de long (y compris les tronçons non construits).